# EURES
EURES (EURopean Employment Services) es la oficina europea de empleo, constituye una red de cooperación entre la Comisión Europea y los servicios públicos de Empleo de los Estados miembros del Espacio Económico Europeo. Inició su actividad en 1993.

## Objetivos
Los objetivos de EURES consisten en prestar información, consejo y servicios de reclutamiento / colocación (adecuación a la oferta y búsqueda de trabajadores) en beneficio de los trabajadores y empresarios o de cualquier ciudadano que pretenda utilizar el principio de libre circulación de personas y trabajadores.

## Red de Servicios Públicos de Empleo (RESPE) de la UE
La Red de Servicios Públicos de Empleo de la UE, agrupa a responsables (altos cargos) de esta área en los 28 Estados miembros y a la Comisión, ha celebrado el 24 de septiembre de 2014 su reunión inaugural en Bruselas. Su función es ayudar a los Gobiernos a coordinar mejor sus políticas y acciones contra el desempleo.